# Sida glocimarii
Sida glocimarii är en malvaväxtart som beskrevs av Antonio Krapovickas. Sida glocimarii ingår i släktet sammetsmalvor, och familjen malvaväxter. Inga underarter finns listade i Catalogue of Life.